# Phylloxylon
Phylloxylon là một chi thực vật có hoa trong họ Đậu. Chi này gồm các loài, tất cả chúng chỉ được tìm thấy ở Madagascar:
- Phylloxylon arenicola
- Phylloxylon cloiselii
- Phylloxylon decipiens
- Phylloxylon ensifolium
- Phylloxylon ensifolius
- Phylloxylon perrieri
- Phylloxylon phillipsonii
- Phylloxylon spinosa
- Phylloxylon xiphoclada
- Phylloxylon xylophylloides